# Shaun, vita da pecora: Farmageddon - Il film
Shaun, vita da pecora: Farmageddon - Il film (A Shaun the Sheep Movie: Farmageddon) è un film d'animazione in stop motion del 2019 diretto da Will Becher e Richard Phelan, al loro debutto alla regia di un lungometraggio.
Prodotto dalla Aardman Animations, il film è il seguito di Shaun, vita da pecora - Il film del 2015, a sua volta adattamento cinematografico della serie animata Shaun, vita da pecora.

## Trama
Quando Lu-La, un'aliena dagli incredibili poteri, si schianta vicino alla fattoria di Mossy Bottom, per Shaun e gli abitanti della fattoria comincia una missione per riportarla a casa prima che una sinistra organizzazione possa catturarla.

## Distribuzione
Il film è stato distribuito nelle sale cinematografiche britanniche il 18 ottobre 2019 da StudioCanal, mentre in Italia è stato distribuito dal 26 settembre dello stesso anno da Koch Media.

## Riconoscimenti
- 2020 - Premi BAFTA[3]
  - Candidatura per il miglior film d'animazione
- 2019 - British Independent Film Awards[4][5]
  - Migliori effetti speciali ad Howard Jones
  - Candidatura per il premio Douglas Hickox al miglior regista esordiente a Will Becher e Richard Phelan
- 2020 - Chicago Film Critics Association Awards[6]
  - Candidatura per il miglior film d'animazione
- 2021 - Premi Oscar
  - Candidatura al Miglior film d'animazione